# Cilicij
Cilicij (latinsko cilicium) ali spokorniški pas je priprava za namerno povzročanje bolečine ali nelagodja. Sprva se je beseda navezovala kakršen koli kos grobe tkanine, ki je s svojo neudobnostjo povzročala neprijeten občutek. 
Stopnja nelagodja naj bi bila manjša kot pri postu, ki ga Cerkev zapoveduje nekatere dni v letu. Obenem pri uporabi naj ne bi prišlo do krvavitev ali poškodb.
 

Uporaba cilicija je bila razširjena skozi celotno zgodovino med pripadniki različnih krščanskih tradicij (npr. katoličani, anglikanci, luteranci) za izvajanje telesnega mrtvičenja kot oblike pokore in zadoščevanja, predvsem pa za zedinjenje s trpljenjem Jezusa Kristusa in pridobitev duhovnih sadov, ki naj bi iz njega izhajali. Med razlogi za uporabo je tudi premagovanje naravne nagnjenosti do ugodja, ki lahko preprečuje razpoložljivost za krščansko poklicanost k ljubezni in služenju drugim. Katekizem Katoliške cerkve pri tem opozarja na pomen notranje spreobrnitve: 
Kot že pri prerokih tako Jezusov klic k spreobrnjenju in pokori ne meri najprej na zunanja dela, na “raševino in pepel”, post in mrtvenje, marveč na spreobrnjenje srca, na notranjo pokoro (spokornost). Brez nje ostanejo spokorna dela brezplodna in lažna; nasprotno pa notranja spokornost sili, da se ta naravnanost pokaže v vidnih znamenjih, kretnjah in delih spokornosti (KKC 1430). 
V preteklosti so ga uporabljali številni znani svetniki, kot so Frančišek Asiški, Tomaž More, Ignacij Lojolski, Terezija Deteta Jezusa, Mati Terezija, Pater Pij, papež Pavel VI. Uporaba spokorniškega pasu je še vedno razširjena v kartuzijanskem in karmeličanskem redu, med posamezniki ter numerariji v Opus Dei.